# Wanganui River
Der Wanganui River ist ein Fluss im Westen der Südinsel Neuseelands.

## Geographie
Der Fluss beginnt westlich des 2650 m hohen Mount Whitcombe in den Neuseeländischen Alpen und führt das Schmelzwasser verschiedener Gletscher westlich und nördlich des Berges ab. Er fließt in westlicher Richtung und nimmt zunächst rechtsseitig den Evans River und den Smyth River auf, dann linksseitig den Adams River. Dieser entwässert zusammen mit seinen Zuflüssen, wie dem Lambert River und dem Lord River, weitere Gletscher auf der West- und Nordseite der Neuseeländischen Alpen, darunter der Garden of Allah. Nach dem Zusammenfluss knickt der Wanganui River erst in nordwestliche, dann in nördliche Richtung ab und aus dem eigentlichen Flusstal heraus. In nordwestlicher Richtung fließt er durch die Küstenregion und nimmt das Wasser des Lake Ianthe/Matahi sowie kurz vor der Mündung in die Tasmansee das Wasser des Oneone River auf.

## Flora und Fauna
Das Flusstal ist mit Mischwald der gemäßigten Klimazone besetzt, ähnlich weiten Teilen 1 der Region West Coast. Zur Vegetation zählen neben Südinsel-Eisenholz auch Weinmannia racemosa, Quintinia serrata und Podocarpus laetus, in tieferen Lagen auch Rimu-Harzeiben. Dazu kommen weite Flächen von Tussock. Rund um das Tal leben Gämsen und Rothirsche. In den tieferen Regionen trifft man auch auf verwilderte Hausziegen, während in den höheren Regionen Tahr lebt.

## Infrastruktur
Beim Verlassen des Wanganui Valley überquert der New Zealand State Highway 6, der von Harihari kommt und zum Lake Ianthe/Matahi führt, den Fluss. Die La Fontaine Road führt in der Küstenregion bis an die Flussmündung heran, während durch das Tal des Flussoberlaufs Wanderwege führen, an denen Hütten liegen.
Ein Segment der einspurigen Wanganui River Bridge, Teil des SH 6, wurde zu Jahresbeginn 2013 bei einem Hochwasser durch den Fluss weggespült, weshalb der Highway vorübergehend geschlossen wurde.

## Tourismus
Der Fluss und seine Umgebung ermöglichen das Fahren von Kajaks sowie Klettern und Wandern. Im oberen Bereich des Flusstals können Wanderer Hot Pools finden. Die Jagd auf Rotwild, Gamswild, Tahr sowie die verwilderten Hausziegen ist mit der entsprechenden Lizenz erlaubt.